# Stefania coxi
Stefania coxi es una especie de anfibio anuro de la familia Hemiphractidae.

## Distribución geográfica
Esta especie es endémica de Guyana. Habita en la Sierra de Pacaraima entre los 1490 y 1550 m de altitud en las montañas Ayanganna y Wokomung.

## Etimología
Esta especie lleva el nombre en honor a Carter J. Cox.

## Publicación original
- MacCulloch & Lathrop, 2002 : Exceptional diversity of the genus Stefania (Anura: Hylidae) on Mount Ayanganna, Guyana; three new species and new distributional records. Herpetologica, vol. 58, n.º 3, p. 327-346.[5]